# The Simpsons Ride
The Simpsons Ride es una atracción de simulación de Universal Orlando Resort y Universal Studios Hollywood, está basada en la serie de televisión Los Simpson. Se inauguró el 15 de mayo en Florida y el 19 de mayo de 2008 en Hollywood. 
Los productores ejecutivos de la serie colaboraron con Universal para desarrollar la atracción. Las voces de los personajes en la atracción son prestadas por los mismos actores que en la serie. Uno de los actores, Harry Shearer, no participó, por lo que ninguno de los personajes que interpreta aparece en la atracción.
La duración de este es de seis minutos, hay 24 coches de paseo con 8 asientos (por lo que pueden viajar más de 2.000 personas por hora), se utilizan pantallas IMAX de más de 24 metros y proyectores Sony. Las imágenes de la simulación son tridimensionales, no como en la serie que son bidimensionales.
También cuenta con una réplica del Kwik-E-Mart, donde son vendidos productos de Los Simpson, recuerdos de los Estudios Universal y el Slurpee de 7-Eleven que son vendidos como Squishees.
- Datos: Q2462327
- Multimedia: The Simpsons Ride / Q2462327